# Shōichi Nakagawa

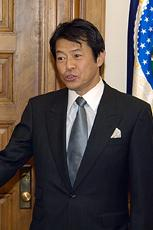
Shōichi Nakagawa 2007

Shōichi Nakagawa (jap. 中川 昭一, Nakagawa Shōichi; * 19. Juli 1953 in Shibuya, Präfektur Tokio, gemeldet in Hiroo, Hokkaidō; † 4. Oktober 2009 in Tokio, Japan) war ein japanischer Politiker der Liberaldemokratischen Partei (LDP), Abgeordneter des Shūgiin, dem Unterhaus, und war von September 2008 bis 17. Februar 2009 Finanzminister seines Landes. Innerhalb der LDP gehörte er der Ibuki-Faktion an.

## Leben
Nakagawa war der älteste Sohn von Ichirō Nakagawa einem ehemaligen Shūgiin-Abgeordneten der LDP, Landwirtschafts- und Wissenschaftsminister. Er studierte Politikwissenschaft an der Universität Tokio. Nach seinem Abschluss 1978 arbeitete er fünf Jahre lang für die Industriebank Nihon Kōgyō Ginkō.
Bei der Shūgiin-Wahl 1983 wurde Nakagawa nach dem Selbstmord seines Vaters in dessen 5. Wahlkreis Hokkaidō (5 Sitze) erstmals ins Parlament gewählt. 1989 wurde er parlamentarischer Staatssekretär (seimujikan) im Landwirtschaftsministerium.
Seit 1996 kandidierte Nakagawa im Einzelwahlkreis Hokkaidō 11, den er seither viermal gewann. Im selben Jahr wurde er stellvertretender Generalsekretär der LDP. Premierminister Keizō Obuchi berief ihn 1998 als Landwirtschaftsminister erstmals in ein Kabinett. Unter Jun’ichirō Koizumi war er ab 2003 Minister für Wirtschaft, Handel und Industrie, bevor er 2005 erneut das Landwirtschaftsministerium übernahm. 2006 erhielt er unter Shinzō Abe einen der drei Führungsposten der LDP als Vorsitzender des politischen Forschungsausschusses (PARC).
Im September 2008 berief Tarō Asō Nakagawa als Finanzminister in sein erstes Kabinett. Nachdem er bei einer Pressekonferenz zum G-7-Finanzministertreffen in Rom undeutlich sprach und benommen schien, vermutete die Opposition, er sei betrunken gewesen. 15 Minuten nach der Pressekonferenz besuchte er die Vatikanischen Museen, berührte verbotenerweise die Exponate und löste bei der Laokoon-Gruppe beim Übersteigen der Absperrung den Alarm aus. Als Konsequenz hat Nakagawa am 17. Februar 2009 zunächst seinen Rücktritt für die Zeit nach Verabschiedung des Haushaltes für das Fiskaljahr 2009 angekündigt, danach aber mit sofortiger Wirkung erklärt. Sein Nachfolger im Amt des Finanzministers wurde Kaoru Yosano.
Bei der Shūgiin-Wahl 2009 am 30. August 2009 verlor Nakagawa seinen Wahlkreis und wurde auch über den Verhältniswahlblock Hokkaidō, wo er den vierten Platz auf der LDP-Liste einnahm, nicht wiedergewählt. Nakagawa stand, wie Premier Abe und weitere Kabinett- und LDP-Parteimitglieder, der als revisionistisch geltenden Nippon Kaigi nahe.
Am 4. Oktober 2009 wurde Nakagawa tot in seiner Wohnung aufgefunden.

## Familie
Sein Onkel Yoshio Nakagawa ist Abgeordneter des Sangiin, des Oberhauses, für Hokkaidō und Mitglied der LDP (Ibuki-Faktion). Nakagawas Großvater war Kommunalpolitiker und Mitglied des Gemeinderates von Hiroo. Nakagawas Ehefrau Yūko vertritt seit 2012 den Wahlkreis Hokkaidō 11 im Shūgiin.